# Giovanni Cernogoraz
Giovanni „Gianni“Cernogoraz  Cernogoraz (* 27. Dezember 1982 in Koper (italienisch: Capodistria), Istrien, SR Slowenien, Jugoslawien) ist ein kroatischer Sportschütze.
Er gewann bei den Olympischen Sommerspielen 2012 in London die Goldmedaille in der Disziplin Trap. Zuvor wurde er Vize-Europameister in derselben Disziplin bei der Europameisterschaft 2009 in Osijek.

## Karriere
Cernogoraz begann bereits früh mit dem Sport. Er ist Mitglied des Sportvereins Gord mit Sitz in Velika Gorica und wurde 2011 zum Sportler des Jahres in Velika Gorica gekürt. Nachdem Cernogoraz die Qualifikation für die Teilnahme an den Olympischen Spiele 2004 in Athen und die Olympischen Spiele 2008 in Peking nur knapp verpasst hatte, konnte sich Cernogoraz nach dem Gewinn des ISSF-Weltcups in Peking 2011 für die Olympischen Spiele 2012 qualifizieren.
Ein bemerkenswerter Erfolg war der Gewinn einer Goldmedaille im Mannschaftstrap zusammen mit seinen Nationalmannschaftskollegen, den Brüdern Anton und Josip Glasnović, und eine Bronzemedaille im Einzeltrap bei den Schrotflinten-Europameisterschaften 2012 in Larnaka. 
Bei den Olympischen Spielen 2012 schaffte er es, sich als Sechster mit einer Punktzahl von 122 für das olympische Finale zu qualifizieren. Im Finale erzielte Cernogoraz 24 von 25 möglichen Punkten. Mit einer Gesamtpunktzahl von 146, stellte damit den olympischen Rekord ein und sicherte sich ein Shoot-off um die Goldmedaille. Im Shoot-off besiegte Cernogoraz den Italiener Massimo Fabbrizi mit 6:5 und gewann somit Gold. Es war Kroatiens erstes olympisches Gold und erst die zweite Schießsportmedaille, die in der gesamten olympischen Geschichte des Landes gewonnen wurde. Es war auch das erste olympische Gold, das ein Athlet aus Istrien nach Mate Parlovs Boxgold bei den Olympischen Sommerspielen 1972 gewann.

## Privates
Cernogoraz lebt im kroatischen Novigrad in Istrien, wo er nebenbei als Kellner im Restaurant seines Vaters arbeitet.
Cernogoraz gehört der italienischen Minderheit in Istrien an und besitzt einen italienischen Pass. Er ist verheiratet und hat zwei Kinder. Cernogoraz ist römisch-katholisch.